# Centro-Sul Baiano
Centro-Sul Baiano is een van de zeven mesoregio's van de Braziliaanse deelstaat Bahia. Zij grenst aan de deelstaat Minas Gerais in het zuiden en de mesoregio's Vale São Francisco da Bahia in het westen, Centro-Norte Baiano in het noorden, Metropolitana de Salvador in het noordoosten en Sul Baiano in het oosten. De mesoregio heeft een oppervlakte van ca. 128.473 km². Midden 2004 werd het inwoneraantal geschat op 2.571.694.
Acht microregio's behoren tot deze mesoregio:
- Boquira
- Brumado
- Guanambi
- Itapetinga
- Jequié
- Livramento do Brumado
- Seabra
- Vitória da Conquista

Mesoregio's: Centro-Norte Baiano · Centro-Sul Baiano · Extremo Oeste Baiano · Metropolitana de Salvador · Nordeste Baiano · Sul Baiano · Vale São-Franciscano da Bahia

Microregio's: Alagoinhas · Barra · Barreiras · Bom Jesus da Lapa · Boquira · Brumado · Catu · Cotegipe · Entre Rios · Euclides da Cunha · Feira de Santana · Guanambi · Ilhéus-Itabuna · Irecê · Itaberaba · Itapetinga · Jacobina · Jequié · Jeremoabo · Juazeiro · Livramento do Brumado · Paulo Afonso · Porto Seguro · Ribeira do Pombal · Salvador · Santa Maria da Vitória · Santo Antônio de Jesus · Seabra · Senhor do Bonfim · Serrinha · Valença · Vitória da Conquista